# Ujanowice

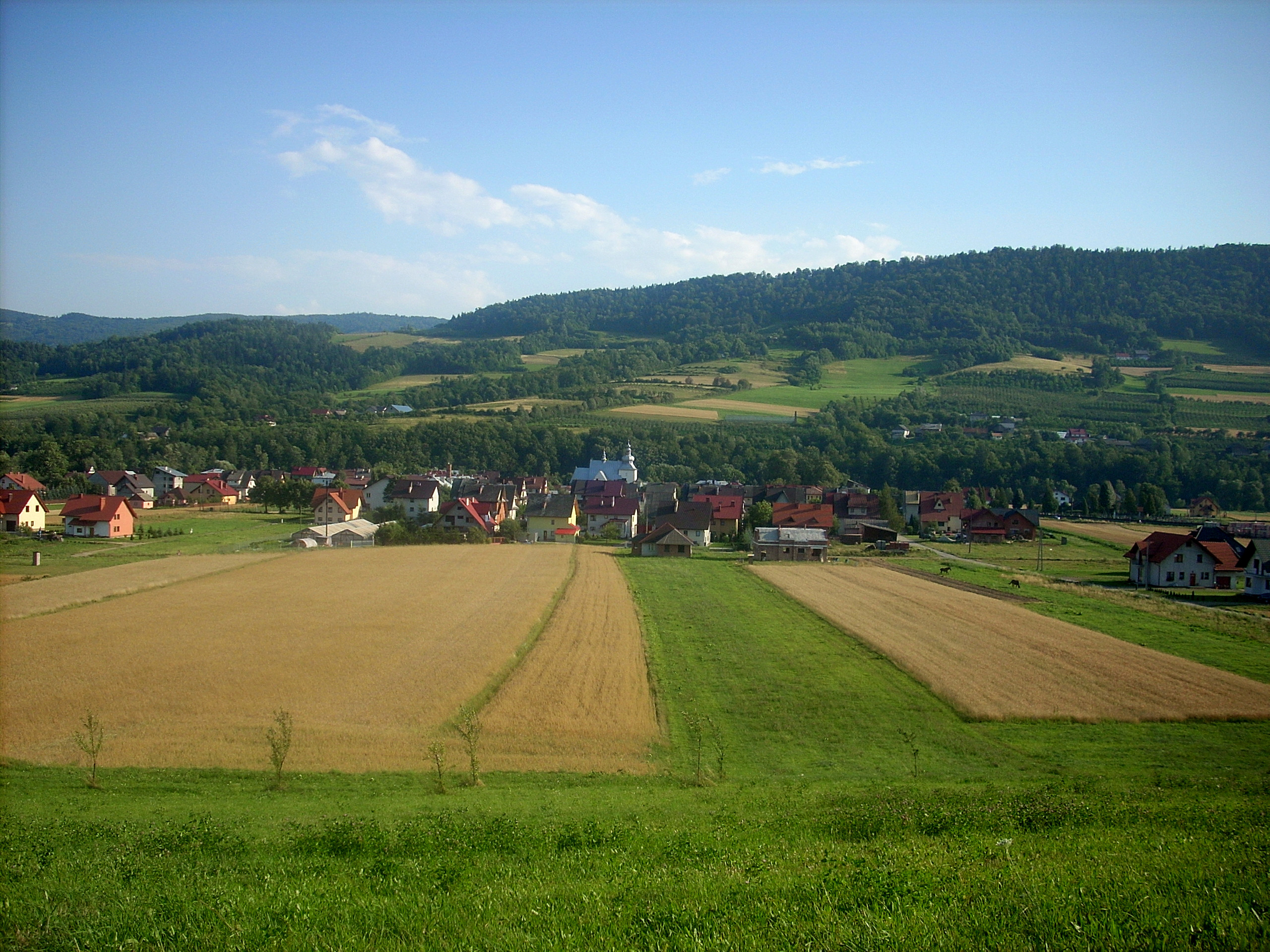
Panorama des Dorfs

Ujanowice ist eine Ortschaft mit einem Schulzenamt der Gemeinde Laskowa im Powiat Limanowski der Woiwodschaft Kleinpolen in Polen.

## Geographie
Der Ort liegt in den Inselbeskiden am Fluss Łososina. Die Nachbarorte sind Strzeszyce im Westen, Sechna im Norden, Żbikowice im Osten, sowie Kobyłczyna im Süden.

## Geschichte
1266 bestimmte Kinga von Polen das Schulzenamt in Ujanowice. In den Jahren 1280 bis 1782 gehörte das Dorf zu den Klarissen in Stary Sącz (Alt Sandez) als Sitz der Landgüter Strzeszyce-Żbikowice. 1296 wurde eine römisch-katholische Pfarrei von den Klarissen errichtet. Wahrscheinlich diese Pfarrei wurde zweimal im Peterspfennigregister der Jahre 1346 bis 1358 im Dekanat Sandecz (Neusandez) als Villa Vlrici (nach dem Personennamen Oldrzych/Ołdrzych, deutsch Ulrich=Uolrīch), erwähnt. Im Jahr 1409 wurde es als Vyanowycze erwähnt, später von Jan Długosz (1470 bis 1480) als Uyanowycze. Villa habens in se parochialem ecclesiam. Der Name ist patronymisch, abgeleitet von Personennamen Ujan. 1509 bis 1526 wurde die heutige, gemauerte Kirche errichtet. 1596 gab es dort eine Pfarrschule.
Politisch zählte der Ort zunächst zum Königreich Polen (ab 1569 in der Adelsrepublik Polen-Litauen), Woiwodschaft Krakau, Kreis Szczyrzyc. Nach der Ersten Teilung Polens kam Ujanowice zum neuen Königreich Galizien und Lodomerien des habsburgischen Kaiserreichs (ab 1804). Ab dem Jahr 1855 gehörte das Dorf zum Bezirk Limanowa.
1918, nach dem Ende des Ersten Weltkriegs und dem Zusammenbruch der k.u.k. Monarchie, kam Ujanowice zu Polen. Unterbrochen wurde dies durch die Besetzung Polens durch die Wehrmacht im Zweiten Weltkrieg, während der es zum Distrikt Krakau im Generalgouvernement gehörte.
Von 1975 bis 1998 gehörte Ujanowice zur Woiwodschaft Nowy Sącz.

## Persönlichkeiten
- Agata Oleksy (* 1992), Beachvolleyballspielerin.